# Incidente de Airstan de 1995
El incidente de Airstan de 1995 fue un incidente internacional que involucró a Rusia y a los talibanes de Afganistán.  En agosto de 1995, una aeronave de combate controlada por talibanes interceptó un avión de transporte operado por Airstan, el Ilyushin Il-76TD, con siete personas de nacionalidad rusa a bordo, forzándolo a aterrizar en el Aeropuerto Internacional de Kandahar, ocupado por los talibanes. Los hombres estuvieron secuestrados un año antes de lograr su fuga, después de lograr dominar a sus captores y recuperar su aeronave, volando hacia la libertad.

## Contexto
En 1995, Afganistán estaba en guerra civil. A fines de 1994, el movimiento talibán se extendió más allá de Kandahar y a comienzos de 1995 ya había tomado control de la mayoría la región sur de Kabul, forzando a otros grupos afganos a abandonar el territorio.  En agosto de 1995 la tripulación rusa del Ilyushin Il-76 estaba operando para Airstan, una aerolínea con sede en Tartaristán, a punto de rendar su avión a Rus Trans Avia Export, una compañía rusa con sede en Sharjah, Emiratos Árabes Unidos.  A bordo del avión se encontraban los rusos Vladimir Sharpatov (comandante), Gazinur Khairullin (copiloto), Alexander Zdor (explorador), Askhad Abbyazov, Yuri Vshivtsev, Sergei Butuzov y Viktor Ryazanov.  Transportaban 30 toneladas de armas desde Albania al Presidente afgano quien en ese entonces se encontraba sitiado, Burhanuddin Rabbani.

## Captura y cautividad
El 3 de agosto de 1995, una aeronave MiG-21 talibana forzó a la aeronave rusa a aterrizar en Kandahar.  Las negociaciones entre el gobierno ruso y los talibanes para liberar los hombres se demoraron un año y los esfuerzos del senador estadounidense Hank Brown para mediar entre las dos partes fracasaron debido a una solicitud de los talibanes de un intercambio de prisioneros.  Los talibanes declararon que liberarían a los aviadores si los rusos liberaban a los afganos retenidos por el gobierno ruso.  Sin embargo, los rusos negaron tener secuestrados a ciudadanos afganos. Brown fue capaz de conseguir que los talibanes estén de acuerdo de que tenían que permitirle a la tripulación rusa retener su aeronave. Esta solicitud allanó el camino para su escape.

## Fuga
Los rusos habían estado planeando su fuga por más de un año. Después de que Hank Brown consiguiera que la tripulación completa pueda realizar visitas a su aeronave, estos no solo le hicieron mantenimiento de rutina sino que también lo prepararon para volar. En cada ocasión la tripulación sería custodiada por seis guardias talibanes, pero el 16 de agosto de 1996, la mitad de los guardias dejaron a la tripulación para realizar rezos vespertinos. Aprovechando la oportunidad, los rusos dominaron a los guardias restantes y el piloto estuvo en condiciones de poder iniciar un motor de la unidad auxiliar de potencia (el mismo inició con una batería). Con un motor funcionando, los tres restantes podían ser fácilmente encendidos. La aeronave, con los siete tripulantes a bordo, rápidamente rodó por la pista. Los talibanes trataron de bloquear la pista con un camión de bomberos pero la aeronave pudo despegar evadiendo el obstáculo. Los fugados pudieron salir rápidamente del espacio aéreo controlado por los talibanes y encaminarse a los Emiratos Árabes Unidos. La tripulación del escape fue recibida con entusiasmo y alivio por los rusos, y el presidente ruso Boris Yeltsin llamó a los tripulantes para felicitarlos mientras volaban a Rusia en una aeronave del gobierno ruso.

## En los medios de comunicación
- En 2001, los hombres lanzaron un libro sobre su calvario llamado Escape from Kandahar (Fuga de Kandahar).[3]
- Kandahar (2010) – Una película rusa, dirigida por Andrei Kavun, sobre los rusos y su fuga.[8]

## Estado actual del avión
Hasta el año 2012, el Ilyushin Il-76TD implicado en la fuga, RA-76842, seguía en servicio, pero operado por el Servicio Humanitario Aéreo de las Naciones Unidas.